# Shahr Khodro FC
Shahr Khodro Football Club (pers. باشگاه فوتبال شهر خودرو – irański klub piłkarski, grający w Iran Pro League, mający siedzibę w mieście Meszhed.

## Sukcesy
- Azadegan League
  - mistrzostwo (1): 2010/2011, 2013/2014
- League 2
  - mistrzostwo (1): 2008/2009

## Stadion
Od 2017 roku domowe mecze klub rozgrywa na stadionie Imama Rezy, leżącym w mieście Meszhed. Stadion może pomieścić 25000 widzów. Wcześniej klub używał stadionu Samen al-Aeme Stadium, mogącego pomieścić 35000 widzów.